# Karl Johnson
Karl Johnson (* 1. März 1948 in Wales) ist ein britischer Schauspieler, der im Theater, in Film und Fernsehen aufgetreten ist.
Seine bisher wohl bekannteste Rolle war die Titelrolle in Derek Jarmans Film Wittgenstein aus dem Jahre 1993. In der Fernsehserie Rom (2005) spielte er die Rolle Catos des Jüngeren. Er erhielt einen Ehrendoktor der Birmingham City University.

## Filmografie (Auswahl)
Filme
- 1978: Jubilee
- 1979: The Tempest – Der Sturm (The Tempest)
- 1987: Das stürmische Leben des Joe Orton (Prick Up Your Ears)
- 1982: The Magic Shop (Kurzfilm)
- 1990: Der Dschungel muß verrückt sein (Oh Shucks! Here Comes UNTAG)
- 1991: Schließe meine Augen, begehre oder töte mich (Close My Eyes)
- 1991: Gib’s ihm, Chris! (Let Him Have It)
- 1993: Wittgenstein
- 1993: Amityville – A New Generation
- 1998: Love Is the Devil (Love Is the Devil: Study for a Portrait of Francis Bacon)
- 2002: Ein Kind von Traurigkeit (Pure)
- 2002: Tomorrow La Scala!
- 2005: Heidi
- 2005: Inspector Barnaby (Midsomer Murders) Fernsehserie, Staffel 8, Folge 8: Die Leiche ist heiß (Sauce For The Goose)
- 2006: Ein Song zum Verlieben (Four Last Songs)
- 2006: The Illusionist
- 2007: Hot Fuzz – Zwei abgewichste Profis (Hot Fuzz)
- 2011: The Deep Blue Sea
- 2014: Mr. Turner – Meister des Lichts (Mr. Tuner)
- 2017: The Death of Stalin
- 2018: Peterloo
- 2020: Dream Horse

Fernsehen
- 1981: Sons and Lovers
- 1984: Knight Rider (K.I.T.T. kriegt einen Schlag)
- 1984: Trio mit vier Fäusten (Gefährliche Nachbarn)
- 1989–2004: The Bill (4 Folgen)
- 1993: Agatha Christie’s Poirot (1 Folge)
- 1993: Casualty (1 Folge)
- 1995: Katharina die Große (Catherine the Great)
- 1995: An Independent Man
- 1997: The Temptation of Franz Schubert
- 1998: Vanity Fair
- 1999: David Copperfield
- 2000: Without Motive
- 2003: The Mayor of Casterbridge
- 2003: Born and Bred
- 2004: When I’m 64
- 2005: Inspector Barnaby (Midsomer Murders, 1 Folge)
- 2005: Rom (Rome)
- 2006: New Tricks – Die Krimispezialisten (New Tricks, 1 Folge)
- 2006: The Chatterley Affair
- 2006: Nostradamus
- 2006: Rom und seine grossen Herrscher (Ancient Rome: The Rise and Fall of an Empire)
- 2008–2011: Lark Rise to Candleford
- 2010: Merlin – Die neuen Abenteuer (Merlin, 1 Folge)
- 2013: Call the Midwife – Ruf des Lebens (Call the Midwife, 1 Folge)
- 2018: King Lear

## Theaterrollen
- The Seafarer, als James 'Sharky' Harkin, National Theatre, London
- Tales From The Vienna Woods, National Theatre, London
- Scenes from the Big Picture, National Theatre, London
- The Walls, National Theatre, London
- Cardiff East, National Theatre, London
- The Ends of the Earth, National Theatre, London
- Machine Wreckers, National Theatre, London
- The Shape of The Table, National Theatre, London
- Black Snow, National Theatre, London
- Golden Boy, National Theatre, London
- The Resistible Rise of Arturo Ui, National Theatre, London
- The Sea, National Theatre, London
- Uncle Vanya, National Theatre, London
- Don Quixote, National Theatre, London
- A Midsummer Night's Dream, National Theatre, London
- The Fawn, National Theatre, London
- Glengarry Glen Ross, National Theatre, London
- Wild Honey, National Theatre, London
- The Rivals, National Theatre, London
- The Mysteries, National Theatre, London
- Animal Farm, National Theatre, London
- Almost Nothing/At The Table, Royal Court Theatre, London
- Not Not Not Not Not Enough Oxygen, Royal Court Theatre, London
- This Is A Chair, Royal Court Theatre, London
- The Night Heron, Royal Court Theatre, London
- Boy Gets Girl, Royal Court Theatre, London
- The Weir, Royal Court Theatre, London
- Been So Long, Royal Court Theatre, London
- Just a Little Less Than Normal, Royal Court Theatre, London
- Sudlow's Dawn, Royal Court Theatre, London
- Irish Eyes and English Tears, Royal Court Theatre, London
- In The Company of Men, Royal Shakespeare Company, Stratford
- TV Times, Royal Shakespeare Company, Stratford
- Knight of the Burning Pestle, Royal Shakespeare Company, Stratford
- Amadeus, Peter Hall Company
- The Country Wife, Centreline Productions
- The Last Yankee, Leicester Haymarket
- Woyzeck, Foco Novo at Lyric Hammersmith
- War Crimes, ICA
- The Dresser, Leatherhead
- Hedda Gabler, Yvonne Arnaud Guildford
- Much Ado About Nothing, Open Air Theatre, Regent's Park
- As You Like It, Old Vic
- Vieux Carre, West End
- Frankenstein, National Theatre, London